# Leptopteris moorei
Leptopteris moorei là một loài dương xỉ trong họ Osmundaceae. Loài này được Christ. mô tả khoa học đầu tiên năm 1897.
Danh pháp khoa học của loài này chưa được làm sáng tỏ. 